# Península Borden
La península Borden es una península en el norte de la isla de Baffin, en Nunavut, Canadá. Queda al sur del estrecho de Lancaster. En la parte nororiental de la península Borden está el parque nacional Sirmilik.

## Geografía
La península Borden se extiende hacia el norte a lo largo de 225 km. Tiene entre 64 km y 169 km de ancho.
La parte septentrional, incluyendo las montañas Hartz, está compuesta por rocas planas, diseccionadas que se alzan hasta 914 m s. n. m. La meseta Magda está hacia el sur, donde los valles fluviales ocupan la tierra, dividiendo escarpes y colinas de cumbre plana. La ensenada del Almirantazgo forma el límite occidental, mientras que la ensenada Navy Board forma un límite por el este, separando la península de la isla Bylot. Los acantilados rocosos de la ensenada Navy Board se alzan hasta los 457 m.

## Población
La comunidad inuit de Arctic Bay está en la costa occidental.

## Industria
La península ha tenido actividad minera durante décadas, especialmente en busca de diamantes.